# MechWarrior (1993)
MechWarrior (в Японии — Battletech (яп. バトルテック)) — экшен-игра для SuperNES, действия которой развиваются во вселенной Battletech. В отличие от одноимённой игры для персональных компьютеров, в этой игре используется видеорежим Mode 7 вместо рамочной трёхмерной графики.
У игры есть продолжение — MechWarrior 3050, в котором игра ведётся в изометрической проекции.

## Сюжет

Скриншот игры

Главным персонажем является пилот меха по имени Херрас, чья семья была убита военными повстанцами «The Dark Wing Lance». Херрас решил отомстить им и выследить лидера повстанцев. В конце игры он выслеживает и убивает членов Dark Wing Lance и мстит за смерть своей семьи.

## Игровой процесс
Игровой процесс можно охарактеризовать как симулятор  фантастической боевой машины фантастической боевой машины. Игроку предстоит управлять  Боевым Мехом -  многотонным роботом.По ходу игры предстоит выполнить сюжетные миссии, сразится с множеством противников на различных мирах вымышленной вселенной Battletech протяжении игры игрок должен ремонтировать и снаряжать своего меха, также он может улучшать его и его вооружение.

### Мехи
В игре присутствуют уникальные мехи, разработанные специально для неё. Всего доступно 8 мехов — 4 лёгких, 2 средних, тяжёлый и штурмовой мех. Есть возможность полностью изменять экипировку меха — броню, двигатели, оружие и дополнительные устройства. 